# Thalassoma pavo
Thalassoma pavo är en fisk inom familjen läppfiskar som är cirka 20 centimeter och lever i områdena runt Kanarieöarna och Medelhavet.
De finns vid kusterna där det finns berg och stenar. Hannarna är mest färgstarka.
I östra Atlanten når den fram till norra Portugal, Azorerna, Senegal och Kap Verde. Arten dyker till ett djup av 60 meter. Individerna bildar små grupper eller sällan större stim. Födan utgörs av blötdjur och kräftdjur. Ungdjur äter små organiska partiklar som de plockar från andra individers kropp. Äggläggningen sker under våren.
I begränsade regioner fiskas Thalassoma pavo som matfisk. Hela populationen anses vara stor. IUCN listar arten som livskraftig (LC).